# Layla
«Layla» (укр. «Ле́йла») — пісня рок-гурту Derek and the Dominos, записана в 1970 році для альбому Layla and Other Assorted Love Songs. «Layla» вважається однією з найвизначніших пісень про кохання в рок-музиці, відома віртуозними гітарними програшами у виконанні Еріка Клептона і Дуейна Оллмена в першій частині пісні і контрастною фортепіанною партією без слів, написану Джимом Гордоном у другій. Ці контрастні частини були написані окремо Клептоном і Гордоном.
Приводом для написання пісні була любов Клептона до Патті Бойд, дружини його друга Джорджа Гаррісона. Перший реліз «Layla» не мав успіху, але потім пісня сподобалась не лише публіці, але і критикам. Її нерідко називали однією з найкращих рок-пісень усіх часів. Дві різні версії пісні мали успіх в чартах: 1972 року (№51 в хіт-параді The Billboard Hot 100) і двадцять років по тому — акустична з альбому Unplugged. 2004 року пісня посіла 27 позицію у списку 500 найкращих пісень усіх часів за версією журналу Rolling Stone. 1993 року акустична версія була нагороджена Премієї Греммі за найкращу рок-пісню.

## Передісторія
Джордж Гаррісон познайомився з Патті Бойд під час фільмування стрічки «Вечір важкого дня» і одружився з нею в 1966 році. В той час Клептон і Гаррісон були близькими друзями. Так, Ерік Клептон брав участь у роботі над піснею Гаррісона «While My Guitar Gently Weeps» із знаменитого альбому White Album, а Гаррісон зіграв на гітарі в пісні «Badge» гурту Cream (де грав на той момент Клептон) для альбому Goodbye під псевдонімом Л'Анджело Містеріозо. Після розпаду гурту Blind Faith, Клептон закохався в Патті.
Назва пісні була навіяна східною легендою «Лейла і Меджнун», уславлену перським поетом XII століття Нізамі Гянджеві. Вона основана на реальних подіях, і розповідає про молодого чоловіка на ім'я Гаїс аль-Мулаввах, який жив в VII столітті на території сучасної Саудівської Аравії. Лейлу, видали заміж, а Гаїс (прозваний «меджнуном», перс. مجنون — одержимий, божевільний) пішов від свого племені в пустелю і жив самітно, складаючи пісні на честь Лейли. Лейла переїхала з чоловіком до Іраку, де згодом занедужала і померла. Через декілька років був знайдений мертвим і Гаїс. Цю повість Клептону розповів його друг Ієн Даллас, який в той час приймав ісламську віру, і музиканта зворушила ця історія.
Стосунки Гаррісона з Бойд через декілька років зайшли в кут. 1977 року вони розлучились. За словами Гаррісона до того часу «стосунки з Патті вже скінчилися», тому весілля Клептона і Бойд не викликало у нього протесту: «Він одружився з нею, … і справжня проблема з'явилася у Еріка: його страшенно лютило, що я на нього зовсім не сердився!»
Гаррісон разом з Рінго Старром і Полом Маккартні прийшов на весілля Клептона і Бойд, яке відбулась в 1979 році. Впродовж своїх стосунків із Бойд, Ерік написав і присвятив ще одну любовну баладу неї «Wonderful Tonight». Втім сімейне життя Клептона і Бойд не було щасливим: в 1989 році вони розлучились.

## Запис і музична структура
Після розпаду гурту Cream Клептон взяв участь в декількох музичних проєктах, в тому числі у власному недовгочасному гурті Blind Faith, а також виступав з дуетом чоловіка і дружини Delaney & Bonnie. Навесні 1970 року Клептон дізнався, що Delaney & Bonnie залишили музиканти-акомпаніатори: басист Карл Редл, барабанщик Джим Гордон, і клавішник Боббі Вітлок. Скориставшись нагодою, Клептон запропонував їм стати учасниками нового гурту, який отримав назву Derek and the Dominos.
У другій половині 1970 року до гурту приєднався Дуейн Оллмен, гітарист The Allman Brothers Band. Клептон и Оллмен високо цінували творчість один одного; Клептон до того часу встиг на запрошення Тома Дауда виступити із The Allman Brothers Band. Оллмен і Клептон легко знаходили спільну мову і невдовзі стали гарними друзями.
Дауд до того часу був знаний завдяки багатьом музичним роботам, в тому числі із Клептоном у складі Cream (Клептон одного разу назвав Дауда «ідеальною людиною для запису»). Робота над цим альбомом стала ще одним із його досягнень. В біографічному документальному фільмі про Дауда, який називався «Том Дауд і мова музики», показано як він змікшував оригінальні майстер-стрічки з «Layla».
| Відтворення аудіо не підтримується у вашому браузері. Ви можете завантажити аудіо-файл. Перші 5 тактів гітарної партії з пісні «Layla» |

«Layla» була написана Клептоном як балада, але після того як Оллмен написав характерний риф для композиції, вона стала рок-піснею. Через деякий час Клептон повернувся до студії вночі. Там він застав Гордона, який грав власну мелодію на фортепіано. Клкптону сподобалась мелодія, і він переконав Гордона включити її до пісні. Друга частина «Layla» була записана через три тижні після того як була завершена перша: Гордон зіграв свою партію на фортепіано, Клептон на акустичній гітарі, а Оллмен на слайд-гітарі. Як тільки Дауд поєднав дві частини композиції, «Layla» була завершена.
«Layla» складається із двох частин, кожна характеризується своїм ритміко-мелодичним елементом, що повторюється, або рифом. Перша частина, записана в тональності ре мінор для приспівів і мі мажор для куплетів, зосереджена навколо «фірмового» рифу — гітарної мелодії, зіграної із застосуванням hammer-on'ів, pull-off'ів та паверкордів. Вважається, що риф, був написаний Дуейном Оллменом на основі вокальної мелодії пісні Альберта Кінга «As the Years Go Passing By» з альбому 1967 року Born Under a Bad Sign. Перша секція також містить записане за допомогою накладання гітарне соло, певною мірою дует між слайд-гітарою Оллмена і вібрато бенда Клептона. Розміщуючи свій слайд в пунктах за кінцем накладки гітари, Оллмен міг грати вищі ноти, ніж без неї. Том Дауд називав їх «нотами, які відсутні на інструменті!».
Другу частину, написану Джимом Гордоном, зазвичай називають «фортепіанною кодою». Спочатку вона була зіграна в до мажорі, проте під час мікшування швидкість стрічки коди була збільшена. Отримана тональність знаходиться десь між до і до-дієзом. Клавішна інтерлюдія в кінці пісні доповнена акустичною гітарою і является також супроводом до outro-соло. Та ж мелодія виконується на слайд-гітарі Оллмена, але на одну октаву вище. Джим Гордон на відміну від Клептона і Оллмена, просто грає мелодію, не імпровізуючи. Клавішні — фактично головний інструмент під час коди, а соло виступає як ритм.
Сам Ерік Клептон так одного разу сказав про цю пісню:
|  | «Layla» — складна, це пісня, яку не так легко виконувати вживу. Потрібен дуже сильний колектив музикантів, щоб всі складові були на місці, але коли все є… Наприклад, її складно виконувати в квартеті, тому що є партії в яких потрібно співати і виконувати цілком протилежні речі, що практично неможливо. Втім якщо з вами великий колектив, як у мене в турне, тоді виконати щось на кшталт «Layla» буде легко — і я дуже цим пишаюсь. Мені дуже подобається слухати цю пісню. Начебто вона не моя. Начебто я слухаю когось, хто мене дуже подобається. Я любив гурт Derek and The Dominos і в той ж час я начебто сам в ній і не був його учасником. Я просто фанат Derek and The Dominos. Іноді моя власна музика може бути такою. Якщо вона зіграла своє призначення бути хорошою музикою, то я вже не асоціюю себе з нею. Начебто це хтось інший. І тоді такі пісні легко виконувати Оригінальний текст (англ.) ['Layla' is a difficult one, because it’s a difficult song to perform live. You have to have a good complement of musicians to get all of the ingredients going but, when you’ve got that… It’s difficult to do as a quartet, for instance, because there are some parts you have to play and sing completely opposing lines, which is almost impossible to do. If you’ve got a big band, which I will have on the tour, then it will be easy to do something like 'Layla' — and I’m very proud of it. I love to hear it. It’s almost like it’s not me. It’s like I’m listening to someone that I really like. Derek and The Dominos was a band I really liked—and it’s almost like I wasn’t in that band. It’s just a band that I’m a fan of. Sometimes, my own music can be like that. When it’s served its purpose to being good music, I don’t associate myself with it anymore. It’s like someone else. It’s easy to do those songs then.] Помилка: [undefined] Помилка: {{Lang}}: немає тексту (допомога): текст вже має курсивний шрифт (допомога) |

Патті Бойд про цю пісні сказала:
|  | Він такий чудовий музикант, що здатен вкласти свої емоції в музику в таку форму, що слухачі зможуть відчувати їх інстинктивно. Це проходить прямо крізь тебе. Оригінальний текст (англ.) [I think that he was amazingly raw at the time… He's such an incredible musician that he's able to put his emotions into music in such a way that the audience can feel it instinctively. It goes right through you.] Помилка: [undefined] Помилка: {{Lang}}: немає тексту (допомога): текст вже має курсивний шрифт (допомога) |

## Подальша доля пісні
Альбом Layla and Other Assorted Love Songs після своєї появи на прилавках продавався погано і зрештою не потрапив до чарту у Великій Британії. Це було, почасти, зумовлено тим, що ім'я Клептона було згадане лише на внутрішній стороні альбому, а ззовні він виглядав як подвійний альбом невідомого гурту. Не пощастило і заголовній пісні: радіостанції відмовлялися ставити в ефір семихвилинну композицію. В результаті її для випуску на синглі довелось вкоротити до 2:43. Сингл «Layla» вийшов у березні 1971 (лейбл Atco) і посів 51-у позицію хіт-параді The Billboard Hot 100.
Втім, коли «Layla» в 1972 році увійшла до збірки The History of Eric Clapton і потім вийшла як сингл, що досяг 7-ї позиції у Великій Британії і #10-ї в США. Оцінки критиків відтоді були цілком позитивними. Дейв Марш, в «The Rolling Stone Illustrated History of Rock and Roll», написав, що,

| знайдеться небагато моментів в репертуарі записаного року, де співак або автор досягли такого глибокого занурення в себе, що прослуховування їх неначе спостереження вбивства чи самогубства… для мене, «Layla» є найзначнішою із них.[3] Оригінальний текст (англ.) there are few moments in the repertoire of recorded rock where a singer or writer has reached so deeply into himself that the effect of hearing them is akin to witnessing a murder or a suicide… to me 'Layla' is the greatest of them. |
Марш помістив «Layla» на #156-у місці у своєму списку Серце року та соулу: 1001 найкращий сингл усіх часів.
1982 року «Layla» ще раз вийшла як сингл у Великій Британії і мала ще більший успіх ніж у 1972 році, посівши 4-у сходинку в хіт-параді.
Наприкінці 1980-х—на початку 1990-х років, пісня стала культовою; вона почала потрапляти до списків «найкращих пісень усіх часів»: наприклад 27 місце серед 500 найкращих пісень усіх часів за версією журналу Rolling Stone; і 16-те місце у списку 100 найкращих рок-н-рольних пісень за версією каналу VH1. Відомий гітарний риф з неї показали у Британії в рекламі для автомобілів Vauxhall, а клавішна кода звучала в фільмі Мартіна Скорсезе «Славетні хлопці».

### Кавер-версії
1981 року мелодію «Layla» виконав Лондонський симфонічний оркестр, записавши композицію на студії EMI Studio One, Еббі-роуд, в Лондоні. Схожа версія була виконана і Королівським філармонічним оркестром.
20 вересня 1983 року на благодійному концерті під назвою «ARMS Charity Concert» на користь хворих розсіяним склерозом в Королівському Альберт-холлі в Лондоні, відбувся джем за участю Еріка Клептона, Джеффа Бека і Джиммі Пейджа, виконавших пісні «Layla» і «Tulsa Time»; Клептон, Бек і Пейдж відомі і тим, що змінювали один одного в The Yardbirds в 1960-х роках.
Кавер-версій «Layla» іншими виконавцями було записано небагато, серед них: 
- Джон Фейхі для альбому 1984 року Let Go;
- Ларрі Карлтон для альбому 1989 року On Solid Ground;
- Чарлі Деніелс для альбому 1991 року Renegade.

1992 року Ерік Клептон представив нову блюзову версію пісні «Layla».
2003 року гурт The Allman Brothers став виконувати цю пісні на концертах. Воррен Гейнес співав, Грегг Оллмен грав клавішну партію, а Дерек Тракс — гітарну партію Дуейна.
19 травня 2007 року на безкоштовному концерті під назвою «Дорога в Остін», Боббі Вітлок виконав власні електричні версії пісень «Layla» і «Why Does Love Got to Be So Sad» за участю гітаристів Еріка Джонсона і Девіда Гріссома. Ця версія «Layla» увійшла до альбому Вітлока і Коко Кармель Lovers (2008).

## Unplugged-версія
1992 року Клептона запросили зіграти концерт для MTV Unplugged. В альбом, під назвою Unplugged, записаний на цьому концерті, увійшло багато блюзових стандартів і нова пісня «Tears in Heaven». На альбомі була і нова версія пісні «Layla». Пісня в новому аранжуванні стала повільнішою, її риф був змінений, а клавішна кода усунена. В цілому ця версія спокійніша і ближча до традиційного блюзу, ніж оригінальна.
Нова версія «Layla» вийшла як сингл і досягла 12-ї позиції в американських чартах, а через деякий час виграла Премію Греммі в 1992 році в категорії найкраща рок-пісня, потіснивши «Smells Like Teen Spirit» гурту Nirvana. Пізніше цю перемогу включать до списку 10 найбільших неочікуваних поразок в історії Греммі за версією журналу Entertainment Weekly.
В концерті «MTV Unplugged» взяли участь музиканти:
- Ерік Клептон — акустичная гітара, вокал
- Рей Купер — перкусія
- Натан Іст — акустична бас-гітара, бек-вокал
- Енді Фейрвезер-Лоу — акустична ритм-гітара
- Стів Феррон — ударні
- Чак Лівелл — фортепіано
- Кеті Кіссун — бек-вокал
- Тесса Найлз — бек-вокал